# Заир на летних Олимпийских играх 1984
Заир принимал участие в Летних Олимпийских играх 1984 года в Лос-Анджелесе (США) после шестнадцатилетнего перерыва, во второй раз за свою историю, но не завоевал ни одной медали. Сборную страны представляли восемь спортсменов, шесть из которых выступили в боксе, а ещё двое в лёгкой атлетике. Знаменосцем стала единственная женщина в команде — бегунья Кристина Бакомбо.

## Результаты

### Бокс
Спортсменов — 6
| Спортсмен         | Весовая категория | Первый раунд                    | Второй раунд                    | Четвертьфинал              | Полуфинал            | Финал                | Финал |
| Спортсмен         | Весовая категория | Соперник Счёт                   | Соперник Счёт                   | Соперник Счёт              | Соперник Счёт        | Соперник Счёт        | Место |
| ----------------- | ----------------- | ------------------------------- | ------------------------------- | -------------------------- | -------------------- | -------------------- | ----- |
| Литума Диабатеза  | до 51 кг          |                                 | Хосе Родригес Пуэрто-Рико П 0:5 | Завершил выступления       | Завершил выступления | Завершил выступления | 17    |
| Тсога Мукута      | до 54 кг          | —                               | Педро Децима Аргентина П 0:5    | Завершил выступления       | Завершил выступления | Завершил выступления | 17    |
| Андре Кимбу Мбома | до 60 кг          | —                               | Гордон Кэрью Гайана П 0:5       | Завершил выступления       | Завершил выступления | Завершил выступления | 17    |
| Муэнге Кафуанка   | до 63,5 кг        | Хорхе Майсоне Пуэрто-Рико П RSC | Завершил выступления            | Завершил выступления       | Завершил выступления | Завершил выступления | 33    |
| Китенге Китенгва  | до 67 кг          | —                               | Лефа Тсапи Лесото В RSC         | Дуайт Фрейзер Ямайка П 2:3 | Завершил выступления | Завершил выступления | 9     |
| Фубулуме Иньяма   | до 71 кг          | —                               | Элоне Литуи Тонга П 1:4         | Завершил выступления       | Завершил выступления | Завершил выступления | 17    |

### Лёгкая атлетика
Спортсменов — 2
Мужчины
| Спортсмен            | Дисциплина | Полуфинал | Полуфинал | Полуфинал | Финал                | Финал                |
| Спортсмен            | Дисциплина | Время     | Место     | Итог      | Время                | Место                |
| -------------------- | ---------- | --------- | --------- | --------- | -------------------- | -------------------- |
| Масини Ситу-Кумбанга | 5000 м     | 15:02,52  | 12        | 47        | Завершил выступления | Завершил выступления |
| Масини Ситу-Кумбанга | Марафон    |           |           |           | DNF                  | DNF                  |

Женщины
| Кристина Бакомбо | 800 м | 2:18,79 | 6 | 25 | Завершила выступления | Завершила выступления | Завершила выступления | Завершила выступления | Завершила выступления | Завершила выступления | Завершила выступления | Завершила выступления |